# Burg Svojanov
Burg Svojanov (deutsch: „Fürstenberg“) liegt in Svojanov im Okres Svitavy in Tschechien.

## Geschichte
Die Königsburg des Přemysl Ottokar II., nach 1253, aber vor 1265 erbaut, wurde im 15. Jahrhundert durch die Herren von Boskovic neu befestigt. Im 16. Jahrhundert bauten die Herren Trcka von Leipa einen neuen Palast. Nach dem Dreißigjährigen Krieg verfiel das ganze Areal. Erst 1910 wurde mit der Rekonstruktion und Erhaltung begonnen.

## Heutige Nutzung
Heute befinden sich in der imposanten Burgruine einige Ausstellungen.